# Петенкин
Петенкин (также Петенькин Аул) — упразднённый аул в Кизлярском районе Дагестана. Входил в состав Большеарешевского сельсовета. Предположительно упразднен в 1950-е годы.

## Географическое положение
Располагался на севере района на Брянском канале в месте впадения в него канала Петенкин, на расстоянии приблизительно в 4,5 км к северо-западу от села Макаровское.

## История
В 1929 году аул Петенькин состоял из 18 хозяйства и входил в состав Больше-Арешевского сельсовета Кизлярского района. После упразднения земли бывшего аула были переданы колхозу "Путь Ленина" села Шулани Гунибского района.

## Население
По данным переписи 1926 году в ауле проживало 75 человек (48 мужчин и 27 женщин); 100 % населения — ногайцы.